# عظيم جوك
عظيم جوك (بالفارسية: عظیم گوک) هو لاعب كرة قدم إيراني في مركز الدفاع، ولد في 25 يناير 1996 في قنبد قابوس في إيران. لعب مع نادي استقلال طهران.

## وصلات خارجية
- عظيم جوك على موقع Soccerway.com (الإنجليزية)